# La rosa negra
La rosa negra es una película del año 1950 producida por 20th Century-Fox y protagonizada por Tyrone Power y Jack Hawkins. Está basada en el libro homónimo de Thomas B. Costain. Se rodó en Inglaterra y en Marruecos (que sustituye al desierto de Gobi en China).  La película se concibió parcialmente como una continuación de El príncipe de los zorros, reuniendo de nuevo a sus dos protagonistas.
El guion fue escrito por Talbot Jennings y está basado en la novela del mismo nombre que escribió el autor canadiense Thomas B. Costain (publicada en el año 1945).

## Argumento
La historia versa sobre un noble sajón del siglo XIII llamado Walter de Gurnie (Tyrone Power), el cual, después de participar en una rebelión fallida contra los conquistadores normandos que dominan su tierra natal, huye al Lejano Oriente en busca de fortuna. Su amigo, un arquero llamado Tristán (Jack Hawkins), huye con él, ya que ahora los dos están perseguidos.
Una vez en oriente, Walter y Tristán hacen por conocer a Bayan (Orson Welles), un señor de la guerra mongol, y acuerdan luchar para él. Allí conocen a la «Rosa negra», una chica mitad inglesa llamada Maryam (Cécile Aubry) que se ha escapado del harén de Bayan y busca refugio junto a Walter y Tristán, pese a que ambos continúan al servicio de Bayan. Maryam ama a Walter pero él está demasiado interesado en su aventura como para prestarle atención. Sin embargo, a Tristán no le gusta matar y decide escapar. Maryam parte con él, porque quiere ir a Inglaterra y Walter no tiene intención de volver.
Bayan envía a Walter a una misión para ver a la emperatriz de China. Cuando llega, le dicen que debe permanecer en China como «huésped» durante el resto de su vida. Descubre entonces que Tristán y Maryam también fueron capturados y hechos prisioneros. Durante este tiempo, Walter se da cuenta de que ama a Maryam. Los tres deciden escapar juntos pero Tristán muere intentándolo y el pequeño barco de Maryam se aleja antes de que Walter pueda alcanzarlo, por lo que Walter regresa a su país natal solo.
Walter había sido denunciado anteriormente por la segunda esposa de su padre pero el rey Edward (Michael Rennie) siente que Walter fue mal juzgado y dice que no encuentra en él mala intención. Por lo tanto, Walter es recibido con los brazos abiertos por todas las maravillas culturales y científicas (incluyendo la pólvora) que ha traído de China. Luego aparecen dos emisarios de Bayan que han traído a la Rosa negra hasta Inglaterra para que se reúna con Walter, el cual, además, es nombrado caballero por el rey Edward, rematando la película con un final feliz.

## Reparto
- Tyrone Power como Walter de Gurnie.
- Jack Hawkins como Tristrán Griffen.
- Orson Welles como Bayan.
- Cécile Aubry como Maryam.
- Michael Rennie como el rey Edward.
- Finlay Currie como Alfgar.
- Herbert Lom como Anthemus.
- Mary Clare como la condesa Eleanor de Lessford.
- Robert Blake como Mahmoud.
- Alfonso Bedoya como Lu Chung.
- Gibb McLaughlin como Wilderkin.
- James Robertson Justice como Simeon Beautrie.
- Henry Oscar como Fray Roger Bacon.
- Laurence Harvey como Edmond.